# مايكل وليامز
مايكل وليامز (بالإنجليزية: Michael Williams)‏ (و. 1935 – 2009 م) هو جغرافي، كان عضوًا في الأكاديمية البريطانية، توفي عن عمر يناهز 74 عاماً.